# Артёмуголь

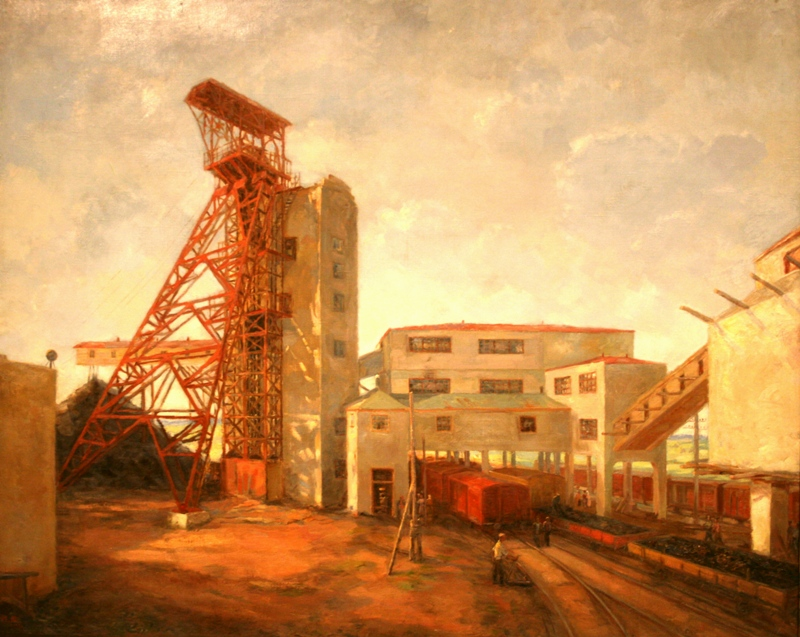
Тарнягин И. А. «Шахта № 6. Артёмуголь», 1937

Артёмуголь (укр. Артемвугілля) – угледобывающее государственное предприятие (центр — город Горловка Донецкой области, Украина). Добыча угля в 2001 году составила 1 115,881 тысяч тонн. Работы по добыче угля на оставшихся шахтах были приостановлены летом 2014-го, когда в город пришла война.
В объединение входят 5 шахт:
1. имени М.В. И. Калинина
2. имени В. И. Ленина,
3. имени К. Румянцева[укр.],
4. имени А. И. Гаевого.

В категории «Шахта третьей группы»:
- «Комсомолец»[укр.]

А также: погрузочно-транспортное управление, узел производственно-технологической связи, управление коммунальных котельных и теплосетей, информационно-вычислительный центр.
Закрылись согласно программе закрытия неперспективных шахт в 1997 году:
- «Кочегарка»,
- имени Н. А. Изотова,
- «Кондратьевка», (в 1998 году).
- «Александр-Запад» (в 2007 году).

Известные сотрудники
- Маркозия, Леон Антонович (1913—1980) — главный инженер шахты № 1—2 «Красный Октябрь», Герой Социалистического Труда.
- Савченко, Григорий Ефимович (1919—1979) — машинист горного комбайна шахты № 12, Герой Социалистического Труда.
- Яцуненко, Александр Дмитриевич (1916—1978) — горный мастер шахты № 3, Герой Социалистического Труда.

## Руководство
- 1931—1932 — Румянцев, Константин Андреевич
- 1932?-1935? — Зорин З. Е.
- .04.1945-1946 — Деордиев, Григорий Степанович
- 1946—1947 — Худосовцев, Николай Михайлович
- 1947—1953 — Зайцев, Николай Александрович
- 1953—1958 — Анищенко, Евгений Ефимович
- 1958—1961 — Слипченко А. Д.
- 1961—1970 — Потапов, Александр Яковлевич
- 1970—1975 — Парфенчук, Анатолий Михайлович
- 1976—1979 — Пономарёв, Пётр Алексеевич
- 1979—1995 — Малюга, Михаил Фёдорович
- 1995—1996 — Русанцов, Юрий Александрович